# Naraoiidae
Naraoiidae — родина трилобітів з м'яким панциром, що належить до ряду Нектаспіди (Nectaspida). Представники родини відомі з другої половини нижнього кембрію до кінця верхнього силуру. Види знаходять по всьому світу: формації Maotianshan Shale і Balang (Китай), формації Берджес-Шейл і Берті (Канада), формації Шарка (Чехія), Emu Bay Shale (Австралія), Айдахо і Юта (США).

## Екологія
Naraoiidae, ймовірно, були детритофагами (Naraoia і Pseudonaraoia), хижаками або сміттярами (Misszhouia), що жили на морському дні.

## Опис
Види родини Naraoiidae мали майже пласке тіло. Верхня (або спинна) сторона тіла складалася з некальцифікованої поперечно-овальної або напівкруглої голови та подовженого овального щита, який рівний або більший, ніж голова, без яких-небудь сегментів. Тіло звужувалося в зчленуванні між головою і щитом. Антени довгі і багаточленисті. Не мали очей. Від 17 до 25 пар ніг. Їх максимальний розмір становив близько 10 сантиметрів.

### Порівняння з іншими Nectaspida
Naraoiidae не мали грудних сегментів (або тергіти), в той час як види сестринської родини Liwiidae мають від 3 до 6 тергитів.

## Ресурси Інтернету
- Are Naraoids trilobites? [Архівовано 20 квітня 2013 у Wayback Machine.] Photographs of specimens and discussion of classification controversy

| Цератопс | Це незавершена стаття з палеонтології. Ви можете допомогти проєкту, виправивши або дописавши її. |